# 東武バスセントラル八潮営業所

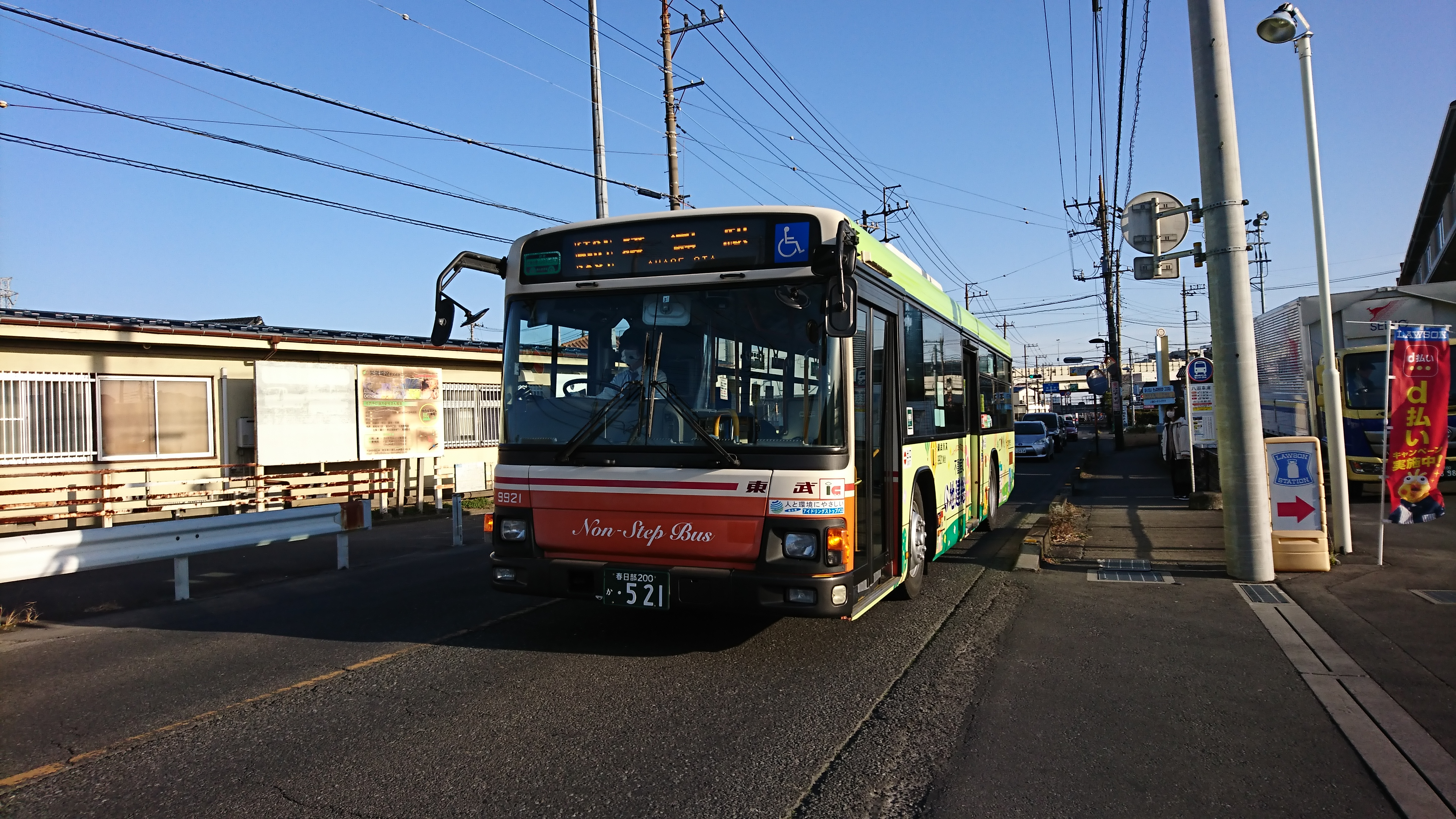
八潮営業所の大型路線車
9921号車 日野・ブルーリボンII

東武バスセントラル八潮営業所（とうぶバスセントラルやしおえいぎょうしょ）は、埼玉県八潮市大字木曾根に所在する東武バスセントラルの営業所。草加営業事務所の管轄下にある。所属車両のナンバーは春日部ナンバーである。
八潮市コミュニティバス「ハッピーこまちゃん号」の運行受託も行っている。

## 沿革
八潮営業所管内のバス路線は、新設路線（緑町三丁目経由系統およびコミュニティバス）を除けば、1945年（昭和20年）2月9日に合併した花畑乗合自動車のものを受け継いでいる。
八潮営業所の前身である東武バス草加営業所八潮出張所は、1970年（昭和45年）7月27日に開設されている。同年8月1日草加営業所より亀有・花畑・谷塚方面６系統を受け継ぎ営業を開始。
2002年4月、東武バスセントラル株式会社が設立されると、八潮出張所は草加営業事務所管轄下の八潮営業所となった。

## 現行路線

### 草加駅 - 中馬場 - 八潮駅
- 草加01：草加駅東口 - 柳之宮 - 中馬場 - 八潮車庫 - 八潮駅北口
- 草加03：草加駅東口 - 伊草団地 - 中馬場 - 八潮車庫 - 八潮駅北口
  - 草加01 草加駅東口 - 柳之宮 - 中馬場 - 八潮車庫, 草加03 草加駅東口 - 伊草団地 - 中馬場 - 八潮車庫で開設
  - 2005年（平成17年）8月24日：同日のつくばエクスプレス開業に伴い八潮車庫 - 八潮駅北口間を延長[1][2]。
  - 2021年（令和3年）3月29日：草加03系統は土日祝日に一往復に減便。草加01系統は土日のみ22時台の便は八潮車庫止まりに変更[3]。

### 草加駅 - 木曽根 - 八潮駅
- 草加02：草加駅東口→伊草団地→緑町三丁目→上二丁目→木曽根
- 草加05：草加駅東口 - 伊草団地 - 緑町三丁目 - 上二丁目 - 木曽根 - 修徳高校野球場前 - 潮止橋北 - 八潮駅南口
- 八潮02：八潮駅南口 - 潮止橋北 - 修徳高校野球場前 - 木曽根 - 上二丁目（草加05の区間便）
  - 草加02系統 草加駅東口 - 柳之宮 - 中馬場 - 上二丁目 - 木曽根 で開設
  - 2004年3月20日：草加02の経由地を変更し、草加駅東口 - 伊草団地 - 緑町三丁目 - 上二丁目 - 木曽根となる。また草加05を 草加駅東口 - 柳之宮 - 中馬場 - 上二丁目 - 木曽根 - 修徳高校野球場前 - 潮止橋北 - 八潮車庫 で開設。
  - 2005年8月24日：つくばエクスプレス開業に伴い 草加05の運転区間を八潮駅北口に短縮。同時に八潮02を開設[1][2]
  - 2011年1月31日：草加05、八潮02 の運行区間を八潮駅南口に変更。
  - 2021年3月29日：草加02系統の運行が平日夜に木曽根方向が2本のみに変更[3]。

### 草加駅 - 八潮市役所 - 八潮駅
- 草加04：草加駅東口 - 伊草団地 - 緑町三丁目 - 八潮市役所 - 八潮駅北口
- 草加06：草加駅東口 - 伊草団地 - 緑町三丁目 - 八潮市役所 - 八潮中央総合病院 - 八潮駅北口
  - 2004年（平成16年）3月20日：草加04が、草加駅 - 中馬場 -  八潮市役所 で開設。
  - 2005年（平成17年）8月24日：同日のつくばエクスプレス開業に伴い、草加駅東口 - 伊草団地 - 緑町三丁目 - 八潮市役所東 - 八潮駅北口 に変更。八潮市役所へのアクセス経路として草加13系統として草加駅発着の八潮市役所循環が開設。
  - 2011年（平成23年）10月23日：草加13系統廃止に伴い、草加04系統が八潮市役所経由に変更[4]。
  - 2016年（平成28年）5月1日：八潮中央総合病院移転に伴い草加06が草加駅東口 - 伊草団地 - 緑町三丁目 - 八潮市役所 - 八潮中央総合病院 - 八潮駅北口で開設[5]。
  - 2021年（令和3年）3月29日：草加06系統が土日祝日の1往復に減便[3]。

### 八潮駅 - 神明町 - 綾瀬駅
- 綾61：綾瀬駅 - 神明町 - 八潮車庫 - 八潮駅北口
- 綾61：氷川神社前→八潮車庫→八潮駅北口（片方向のみ1日1便）
- 綾62：綾瀬駅 - 神明町 - 八潮市役所（平日1往復のみ）
  - 2005年（平成17年）8月24日：同日のつくばエクスプレス開業に伴い八潮車庫 - 八潮駅北口間を延長[1][2]。
  - 2007年（平成19年）7月30日：ダイヤ改正により綾瀬駅発深夜バスを八潮車庫止まりに短縮[6]。
  - 2016年（平成28年）2月29日 - 綾64系統の八潮駅北口発氷川神社前行きの深夜バスを廃止[7][8]。
  - 2019年（令和元年）5月7日：綾61系統の八潮駅北口発綾瀬駅行きの深夜バスを廃止[9][10]。
  - 2020年（令和2年）11月16日：ダイヤ改正により綾63を廃止[11]。

### 八潮駅 - 足立郷土博物館 - 亀有駅
- 有64：亀有駅北口 - 足立郷土博物館 - 古新田 - 八潮駅南口
- 有65：亀有駅北口 - 足立郷土博物館 - 六ツ木都住 - 八潮駅南口
  - 有64 亀有駅北口 - 足立郷土博物館 - 潮止橋西詰 - 木曽根 - 上二丁目 - 八潮車庫で開設[12]
  - 2005年（平成17年）8月24日、つくばエクスプレス開業に伴い、潮止橋西詰 - 八潮車庫間を廃止。新たに、潮止橋北 - 八潮駅南入口を延長[1][2][注釈 1]
  - 2006年（平成18年）4月11日、八潮駅南入口 - 八潮駅北口を延長[13]。
  - 2009年（平成21年）9月1日、八潮駅南口駅前ロータリー開業に伴い、南口2番乗り場へ変更。八潮駅北口 - 八潮駅南口入口は廃止。
  - 2014年（平成26年）9月8日、有65 亀有 - 足立郷土博物館 - 六ツ木都住 を新設。それに伴い有64が一部減便[14][15]。
  - 2017年（平成29年）11月6日、有65の運転区間を 亀有 - 足立郷土博物館 - 六ツ木都住 - 八潮駅に変更。それに伴い有64が一部減便。また、亀有 - 六ツ木都住の深夜バスも開設[16]。
  - 2022年（令和4年）3月14日、有65を全便亀有～八潮運行とし増発。合わせて土曜と休日の運行ダイヤの分離、有64の平日/土曜運行が大幅削減、休日運行廃止。[17]
  - 2025年（令和7年）4月1日、土曜と休日の運行ダイヤを統合し、有64の休日運行が3年振りに復活。[18]

綾瀬駅、亀有駅を発着する系統については、同営業所の他路線と同じく中乗り前降り運賃後払い方式だが、東京都内のみ利用する場合は都内均一制運賃が適用され、東京都と埼玉県をまたぐ場合と埼玉県内のみ利用する場合は、多区間運賃が適用される。東京都内となる神明町以南に限り「足立一日フリーパス」が利用可能である。

### 八潮駅・三郷中央駅 - 農協支所 - 松戸駅
- 松03：三郷中央駅 - 上戸ヶ崎 - 農協支所 - 天王橋通り - 上葛飾橋入口 - 松戸営業所（京成バス） - 松戸駅
- 松04：八潮駅南口 - 潮止橋北 - 修徳高校野球場前 - 農協支所 - 天王橋通り - 上葛飾橋入口 - 松戸営業所（京成バス） - 松戸駅
- 松05：松戸駅 〜 松戸営業所（京成バス） 〜 上葛飾橋入口 〜 天王橋通り 〜 農協支所 〜 戸ヶ崎十字路 〜 潮止橋北 〜 八潮駅南口（平日の夜間1往復のみ）
  - 2009年9月1日： 京成バス運行の松04 松戸駅 - 松戸営業所 - 上葛飾橋入口 - 天王橋通り - 農協支所 - 戸ヶ崎操車場 - 潮止橋南 - 八潮駅南口 で開設
  - 2011年1月31日：京成バス側で新中川橋を経由する松04系統、潮止橋を経由する松05系統に再編。同時に、東武バスセントラルとしての松04の運行開始。東武バス側は八潮営業所と三郷営業所の共管で、三郷営業所は一部便のみ担当。
  - 2013年2月25日：深夜バスとして潮止橋経由の松05系統の運行が開始。
  - 2015年4月4日：松03系統を三郷営業所から移管。また松04系統を八潮営業所単独の運行に変更[19]。
  - 2019年10月1日：松03系統が大幅減便。平日早朝に松戸駅方面と日中に1往復ずつ運行するのみとなる[20]。
  - 2022年7月16日：松04及び松05系統の深夜バスを廃止。松05のうち夜間の1往復を東武バスが運行（他の便は引き続き京成バスが運行）。[21]

松04系統及び松05系統は、同一路線で東武バスと京成バスにより運行されているが、共同運行ではないため共通定期券は発行されていない。これは東武バスが金額式IC定期券、京成バスが紙定期券と異なるためである。

## コミュニティバス

### 八潮市コミュニティバス「ハッピーこまちゃん号」
北ルート

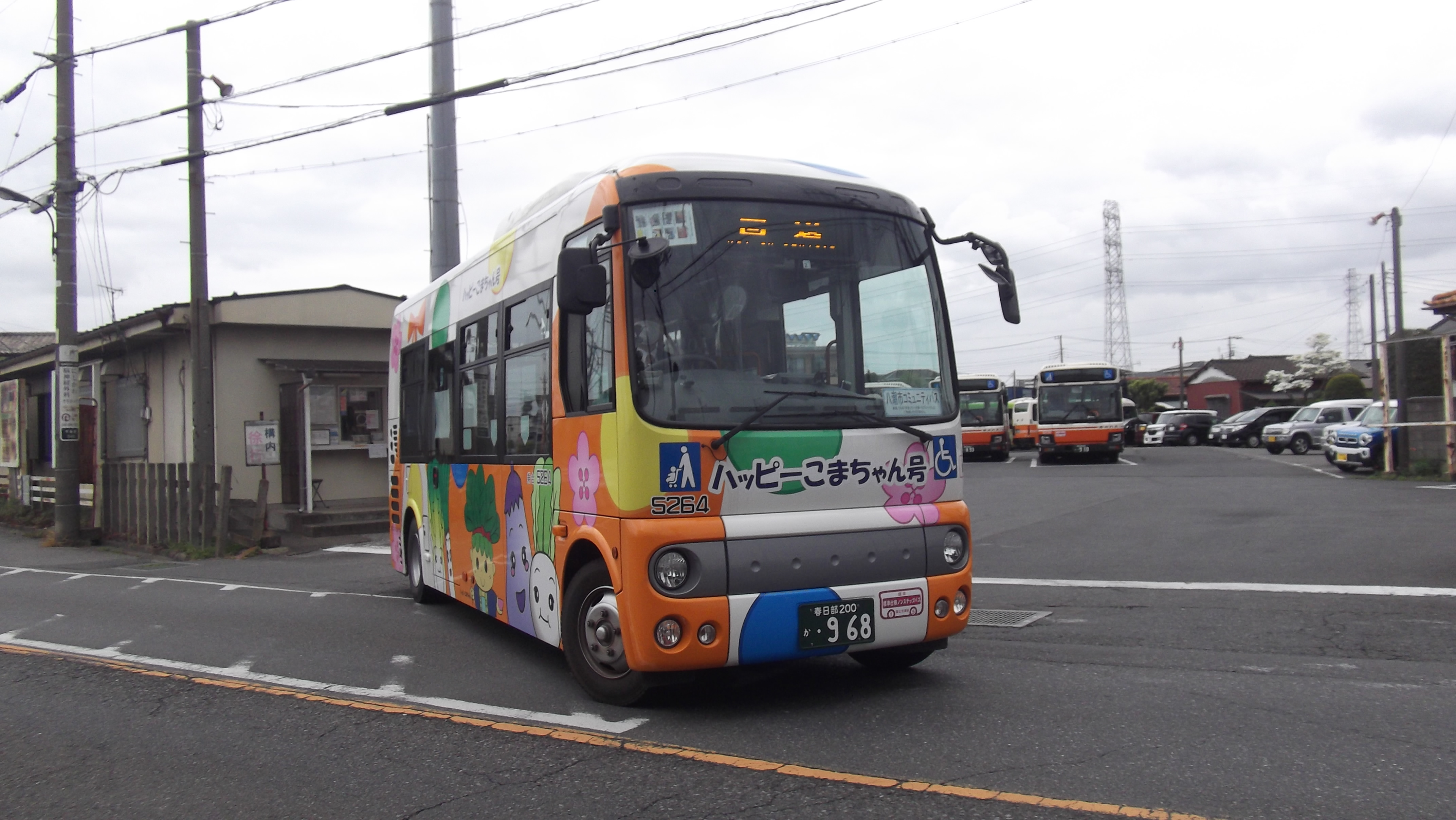
「ハッピーこまちゃん号」専用車両
5286号車 日野・ポンチョ

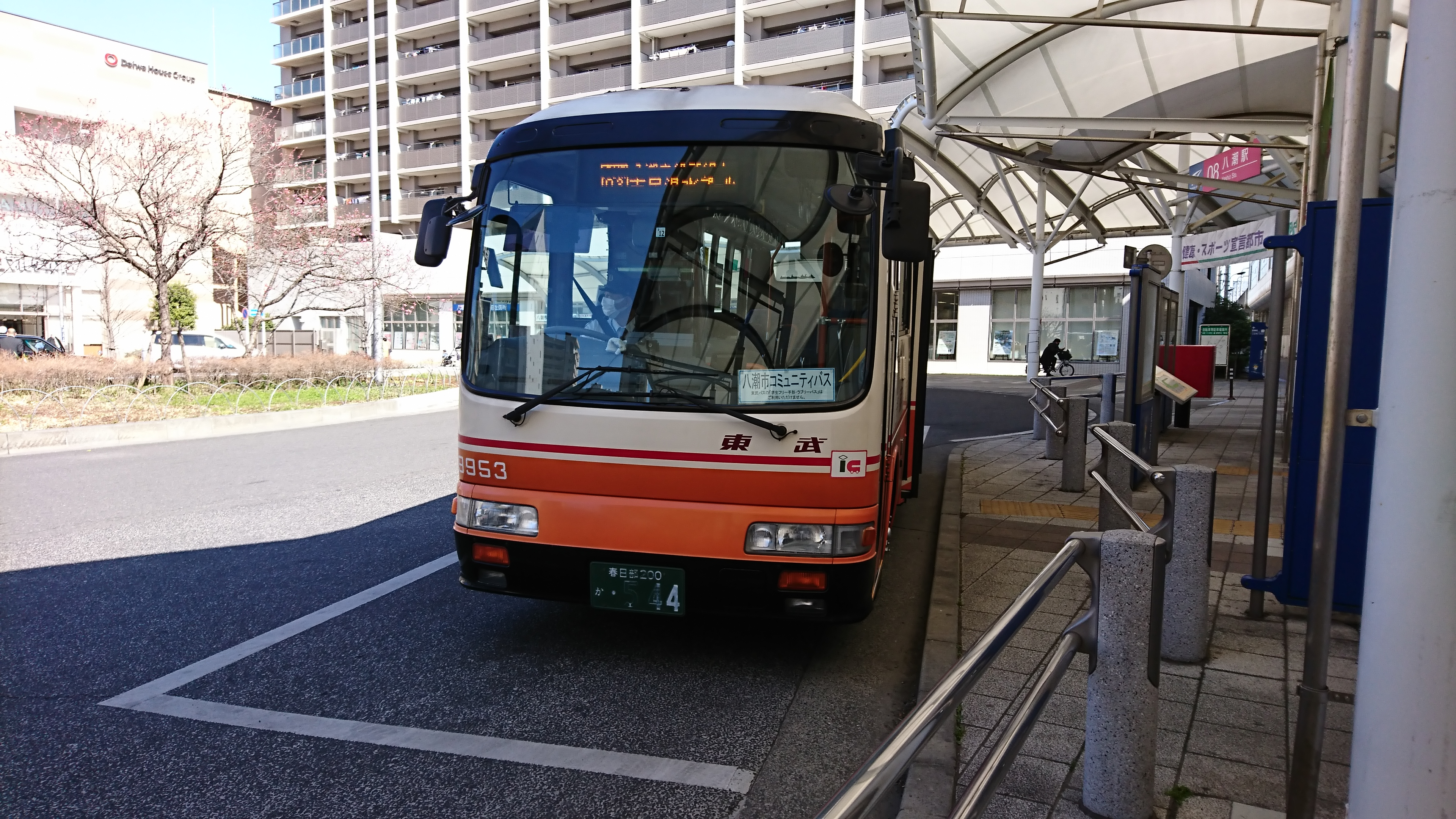
「八潮市コミニュティバス」時代の車両
9953号車 日野・リエッセ

- 八潮03：八潮駅北口 - 八潮市役所 - 市民温水プール - 八潮駅北口
- 八潮04：八潮駅北口 - わかくさ - 八潮市役所 - 八潮団地

西ルート
- 八潮05：八潮駅北口 - 大原公園 - ふれあい桜橋 - 八潮駅北口
- 八潮06：八潮駅北口 - 大原公園 - 八潮市役所 - ふれあい桜橋 - 八潮駅北口
- 八潮07：中川小学校 - 八潮駅北口 - 八潮市役所 - 八潮駅北口 - 古新田中央
- 八潮08：八潮駅北口 - 古新田中央
- 八潮09：中川小学校 - 八潮駅北口

1995年4月3日より運行開始された市内公共施設循環バス「ほっと、ドリーム号」が前身である。当時は市内に鉄道駅がなく、平日のみ運行で市内の公共施設を巡回していた。運賃は無料であった。
2005年8月24日のつくばエクスプレス開通により八潮駅が開業。それに合わせて市内の路線バス網が再編されることになり、市内循環バスも見直しが図られた。同年8月12日をもって「ほっと、ドリーム号」は廃止、つくばエクスプレス開通と同時に8月24日より「八潮市コミュニティバス」として運行開始。開業当初は北ルート・西ルートの2路線で、八潮駅を起終点に一般路線バスの空白地域を通る循環経路に変更。受益者負担の観点から運賃も有料化され、初乗り170円の多区間運賃制となった。
車両は「ほっと、ドリーム号」時代から日野・リエッセを使用。八潮市コミュニティバスでは、東武バスカラーの日野・リエッセが使用されていた。
2014年4月21日、西ルートに八潮07、八潮08、八潮09系統を新設。あわせて「中川小学校」「古新田南」「古新田中央」の３つのバス停を新設。なお運行経路上に「潮止橋南」バス停があるが、停車しない。
2019年1月28日、八潮市コミュニティバス「ハッピーこまちゃん号」としてリニューアル。八潮市の公式キャラクター「ハッピーこまちゃん」と仲間たちの野菜キャラクターがラッピングされた新デザインとなった。「ハッピーこまちゃん」は、市の特産物である小松菜が法被を着たキャラクターで、八潮市の「八」と「ハッピ」と「ハッピー」を掛けている。新型車両（日野・ポンチョ、2ドアロングボディ）の導入を機に、愛称とラッピングデザインを公募して選定された。

## 廃止路線
- 金53：八潮車庫 - 戸ケ崎十字路 - 久兵衛 - 金町駅（1991年3月31日に廃止）
- 草加13：草加駅東口 - 伊草 - 八潮市役所 - 八幡中学校入口 - 草加駅東口（2011年10月23日廃止）[4]
- 綾63：綾瀬駅 - 神明町 - 八潮車庫（深夜バス）(2020年11月16日廃止)[11]

## 車両
草加・八潮の両営業所は2024年現在、いすゞ車が指定車種とされているが、2021年度導入分までは日野車が指定車種とされていた。 
過去には、日野・ブルーリボンHT、日野・ブルーリボンシティ、日野・レインボーHRなども在籍した。
大型車
- 日野・ブルーリボンII (PJ-KV234L1、PKG-KV234L2、QPG-KV234L3)
- 日野・ブルーリボン (QKG-KV290N1、2KG-KV290N2、2TG-KV290N3)
- いすゞ・エルガ (PJ-LV234L1、QPG-LV234L3、QKG-LV290N1、2TG-LV290N3、 2TG-LV290N4 、2RG-LV290N4 )

中型車
- 日野・レインボーII (SKG-KR290J1)
- いすゞ・エルガミオ (SKG-LR290J1)

小型車
- 日野・リエッセ (BDG-RX6JFAA)
- 日野・ポンチョ (2DG-HX9JLCE)